# 第26海兵航空群
第26海兵航空群（MAG-26）は、ニュー・リバー海兵隊航空基地に駐屯するアメリカ海兵隊の航空部隊であり、MV-22オスプレイを装備する7個飛行隊（うち1個飛行隊は、艦隊対応飛行隊）、1個航空兵站支援隊および1個航空団支援飛行隊で編成されている。第2海兵航空団および第2海兵機動展開部隊の指揮下にある。

## 隷下部隊
- en:VMM-162
- en:VMM-261
- en:VMM-263
- en:VMM-264
- en:VMM-266
- en:VMM-365
- VMMT-204（第204海兵中型ティルトローター訓練飛行隊）
- en:MALS-26
- en:MWSS-272

## 歴史

### 1950年代から1980年代
第26海兵航空群は、1952年6月16日にノースカロライナ州チェリー・ポイント海兵隊航空基地で編成され、第2海兵航空団の指揮下に置かれた。 ヘリコプター群である第26海兵航空群の創隊は、海兵隊に機動展開および水陸両用能力をもたらすことになった。
1954年7月、チェリー・ポイント海兵隊航空基地からノースカロライナ州ニュー・リバー海兵隊航空基地に移駐した第26海兵航空群は、実際に運用される最初の海兵航空群となった。第26海兵航空群と正式に命名されたのは、1959年3月1日のことであった。
10種類にのぼる航空機を運用していた第26海兵航空群の隷下部隊は、キューバ危機、パワーパック作戦、ドミニカ共和国における災害派遣、イラン人質救出作戦、ベイルートのレバノン、グレナダおよびカリアク島における平和維持活動、プエルトリコおよびサウスカロライナ州チャールストンにおけるハリケーン・フーゴ発生時の救援活動、ならびにリベリアのモンロビアでのシャープ・エッジ作戦に参加した。

### 1990年代
1990年12月、MAG-26は、サウジアラビアのジュバイルにあるロンサブ・ダブ飛行場に移駐し、砂漠の嵐作戦でクウェートを解放した第1海兵機動展開部隊および第2海兵師団を支援した。その際、MAG-26、MAG-29および第4海兵航空団から派遣された9個飛行隊をもって、臨編飛行隊が編成された。
MAG-26の隷下部隊は、イラク北部およびトルコで行われたプロバイド・コンフォート作戦、キューバのグアンタナモ湾海軍基地で行われたビクター・スクゥエアード作戦、およびユーゴスラビア社会主義連邦共和国およびアドリア海で行われたデナイ・フライト作戦に参加した。MAG-26は、海兵機動展開隊に特殊作戦能力を提供してアメリカ第6艦隊およびアメリカ中央軍を支援する航空戦闘部隊として、海外において最も重大な任務を遂行した海兵隊部隊の1つとなった。
1992年1月以来、MAG-26は、プロバイド・プロミス作戦、サザン・ウォッチ作戦（この際、MAG-26の飛行隊は、何千マイルも飛行して12時間以内に艦船上に展開した）、サポート・デモクラシー作戦、シャープ・ガード作戦、コンティニュー・ホープ作戦およびアップホールド・デモクラシー作戦に参加した。海外派遣以外の活動としては、1993年1月1日から1994年12月31日までの間、隷下飛行隊をもって、平均10回の主要な海兵隊演習、12回の部隊演習および12回の訓練展開を行うとともに、2年間で60,455時間の無事故飛行を達成した。
1995年を迎えると、MAG-26には初めての任務が待ち受けていた。HMH-461は、USS オバノン（DD-987）と協同し、海軍艦船の後方でホバリング中に空中給油を行った初めての艦隊飛行隊となった。また、HMLA-167は、AH-1Wスーパー・コブラの夜間目標照準システムを運用した最初の飛行隊となった。
1999年、アメリカ東海岸をハリケーン・フロイドが北上した際には、陸海空軍の兵士および海兵隊員たちが何百機もの軍用機および軍艦船をフロイドの経路から移動させるとともに、軍人および民間人を安全確保のため避難させた。ノースカロライナ州ニュー・リバー海兵隊航空基地からは、第26海兵航空群の飛行可能なCH-53Eスーパー・スタリオン全機がアラバマ州のマックスウェル空軍基地へと避難した。また、第26海兵航空群の飛行可能なCH-46シー・ナイト、UH-1Nツイン・ヒューイおよびAH-1W全機および第29海兵航空群の飛行可能なCH-53E、CH-46E、UH-1NおよびAH-1Wは、オハイオ州ライト・パターソン空軍基地へと避難した。この際、整備中の航空機は、すべて駐屯地内の格納庫に格納された。

### イラク戦争
2009年1月28日、第16海兵航空群と交代したMAG-26は、イラクのアンバール県における航空支援の基幹部隊としての任務を遂行した 。約1年間に渡ってイラクの自由作戦を支援したこの派遣は、11月に第2海兵航空団司令部から西方多国籍軍の航空戦闘部隊としての任務を引き継いだ際にクライマックスを迎えた。

## 参照
- United States Marine Corps Aviation
- List of United States Marine Corps aircraft groups
- List of United States Marine Corps aircraft squadrons